# Parlement de Moldavie
XIe législature
Bâtiment du Parlement
Le Parlement de la république de Moldavie (en roumain : Parlamentul Republicii Moldova)  est l'organe législatif monocaméral de la Moldavie. Il est formé de 101 députés élus au suffrage universel pour un mandat de quatre ans.

## Pouvoirs

### Procédure législative
D'après la Constitution moldave, adoptée le 29 juillet 1994, le Parlement est l'organe représentatif suprême et la seule autorité législative du pays. Le droit à l'initiative législative appartient aux députés du Parlement, au président de la République ainsi qu'au gouvernement. Ainsi, les députés et le président de la République soumettent au Parlement des propositions de lois et des projets législatif alors que le gouvernement ne peut soumettre que des projets législatifs.

### Autres fonctions
De 2000 à 2016, le Parlement élisait le président de la République. Ce dernier désigne un Premier ministre qui constitue un cabinet dont les membres nommés doivent tous être approuvés par le Parlement.

## Système électoral
Les 101 députés sont élus pour un mandat de quatre ans au scrutin proportionnel plurinominal avec listes fermées et seuil électoral de 5 % dans une unique circonscription nationale. Ce seuil passe à 7 % pour les listes présentées conjointement par deux partis et à 11 % pour les listes présentées par des coalitions de trois partis ou plus. Dans le cas de candidats indépendants, le seuil est abaissé à 2 %,.
Il s'agit d'un retour à un système intégralement proportionnel après un bref passage à un système mixte en juillet 2017. Hormis cette période, les élections législatives moldaves ont toutes eu lieu à la proportionnelle depuis la fin de l'ère soviétique,,,. Le changement opéré en 2017 est cependant de courte durée. L'alternance politique qui succède aux élections de 2019 voit en effet la nouvelle coalition PSRM-ACUM voter le 31 juillet 2019 un retour à la proportionnelle intégrale par 57 voix pour sur 101. Outre ce changement, les députés modifient plusieurs autres points. Les anciens seuils électoraux sont abaissés d'un pour cent, et le dernier jour précédant le scrutin se voit frappé d'un interdiction de faire campagne.
Le montant maximum des donations faites aux partis politiques pour leurs campagnes électorales est abaissé, tandis que les Moldaves vivants à l'étranger sont autorisés à en faire. Les citoyens moldaves domiciliés hors du pays disposent également de deux jours pour voter dans les bureaux ouverts dans leurs pays de résidence, tant qu'ils disposent d'un passeport valide. Ces dispositions visant a favoriser la participation de la diaspora sont mises en place dans un contexte de forte émigration de la population depuis plusieurs années. En 2019, plus d'un million de citoyens moldaves sur les trois millions et demi composant la population du pays vivent et travaillent à l'étranger. Ceux-ci sont répartis à peu près à parts égales entre l'Europe de l'Ouest, la Russie et l'Amérique du Nord, et enverraient environ 1,83 milliard de dollars chaque année à leurs familles restées au pays, soit 16,1 % de son PIB.
Plusieurs changements apportés par la réforme de 2017 sont néanmoins conservés par la suite. Il est ainsi mis fin au quorum de participation de 33 % des inscrits jusque là exigé pour que les résultats de l’élection soient valides. Ce quorum était de 50 % de février 1994 à avril 2009, puis de 33 % jusqu'en 2017. L'émigration d'une grande partie de la population, ayant conservé la nationalité moldave et par conséquent toujours inscrite sur les listes électorales, fait alors craindre une participation insuffisante systèmique,. Les listes sont désormais obligatoirement composées d'un minimum de 40 % de candidats de l'un ou l'autre sexe. La loi électorale n'impose cependant pas l'alternance des sexes des candidats sur les listes,.

### Période de 2017 à 2019
En juillet 2017, le Parti démocrate de l'oligarche Vladimir Plahotniuc modifie la loi électorale avec le soutien des socialistes. La nouvelle loi, qui instaure un système mixte à finalité majoritaire suscite une vive polémique dans le pays, et est longtemps jugée susceptible de faire l'objet d'un référendum avant l'élection. Bien que déconseillé par la commission européenne et la commission de Venise, le nouveau système est cependant appliqué lors des législatives de 2019,,.
Les 101 députés sont alors élus pour un mandat de quatre ans selon un mode de scrutin parallèle. Sont ainsi à pourvoir 51 sièges au scrutin uninominal majoritaire à un tour dans autant de circonscriptions électorales, auxquels se rajoutent 50 sièges pourvus au scrutin proportionnel plurinominal de liste avec seuil électoral de 6 % dans une unique circonscription nationale. Ce seuil passe à 9 % pour les listes présentées conjointement par deux partis et à 11 % pour les listes présentées par des coalitions de trois partis ou plus. Il s'agit des mêmes seuils que ceux auparavant utilisés sous la proportionnelle intégrale,.

## Structure
L'organe de travail du Parlement, le bureau permanent, est formé à partir de la représentation proportionnelle des différentes factions du corps législatif. Le président et les vice-présidents sont de facto membres. Le nombre de membres du bureau permanent est fixé sur décision du Parlement[réf. nécessaire].

## Fonctionnement

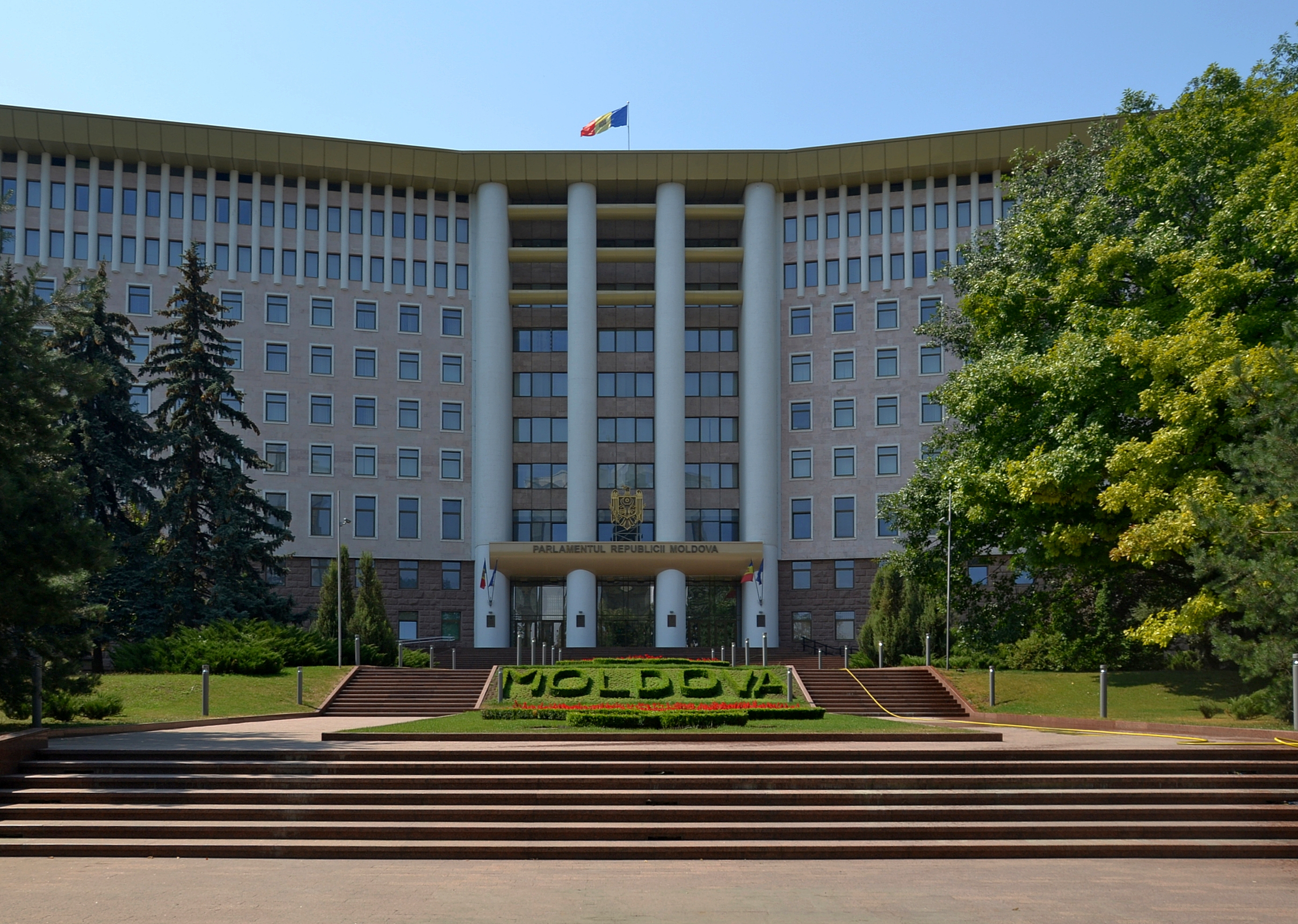
Entrée principale du Parlement moldave.

Le personnel du Parlement fournit une aide organisationnelle, diffuse les informations et fournit une assistance informatique aux députés, au bureau permanent et aux commissions permanentes. La structure et le personnel du Parlement sont approuvés par le Parlement lui-même.

## Liste des présidents
| Période                           | Nom                | Parti            | Notes                |
| --------------------------------- | ------------------ | ---------------- | -------------------- |
| 4 septembre 1990 - 2 février 1993 | Alexandru Moșanu   | Front populaire  |                      |
| 4 février 1993 - 9 janvier 1997   | Petru Lucinschi    |                  | Démissionnaire       |
| 5 mars 1997 - 23 avril 1998       | Dumitru Moțpan     |                  |                      |
| 23 avril 1998 - 20 mars 2001      | Dumitru Diacov     | PDM              |                      |
| 20 mars 2001 - 24 mars 2005       | Eugenia Ostapciuc  | PCRM             |                      |
| 24 mars 2005 - 1er avril 2009     | Marian Lupu        | PCRM             |                      |
| 1er avril - 5 mai 2009            | Fonction vacante   | Fonction vacante | Fonction vacante     |
| 5 - 12 mai 2009                   | Ivan Călin         | PCRM             | doyen d'âge, intérim |
| 12 mai - 28 août 2009             | Vladimir Voronin   | PCRM             |                      |
| 28 août 2009 - 28 décembre 2010   | Mihai Ghimpu       | PL               |                      |
| 28 décembre 2010 - 25 avril 2013  | Marian Lupu        | PDM              |                      |
| 25 avril - 30 mai 2013            | Liliana Palihovici | PLD              | Intérim              |
| 30 mai 2013 - 23 janvier 2015     | Igor Corman        | PDM              |                      |
| 23 janvier 2015-24 février 2019   | Andrian Candu      | PDM              |                      |
| 8 juin 2019-28 avril 2021         | Zinaida Greceanîi  | PSRM             |                      |
| Depuis le 29 juillet 2021         | Igor Grosu         | PAS              |                      |